# 마리아나 디 지롤라모
마리아나 디 지롤라모(Mariana di Girolamo, 1990년 10월 22일 ~ )는 칠레의 배우이다.